# Chasmaporthetes
Chasmaporthetes är ett utdött släkte av hyenor som levde mellan äldre pliocen och senare pleistocen.
Släktet uppkom för cirka 4,9 miljoner år sedan och dog ut för ungefär 780 000 år sedan, det existerade alltså i uppskattningsvis 4,12 miljoner år. Chasmaporthetes utvecklades troligen av släkten som Thalassictis eller Lycyaena som under miocen levde i Eurasien, den äldsta kända arten är C. borissiaki. De flesta arterna av Chasmaporthetes stannade i samma region eller vandrade till Afrika. En enda art, C. ossifragus, vandrade som enda hyena överhuvudtaget över en landbro till Nordamerika och hade där ett utbredningsområde som sträckte sig främst över dagens Arizona och Mexiko.
Släktet hade mer ett hundliknande utseende och påminde mer om dagens jordvarg än om de mera vanliga hyenorna i underfamiljen äkta hyenor (Hyaeninae). Extremiteterna var smalare och Chasmaporthetes hade inte lika bra förmåga att bryta ben.
Arternas ben inuti extremiteterna var smala som ben av geparden, deras tänder var likaså smala och liknade mer kattens tänder. Det antas att Chasmaporthetes levde i öppna landskap och att de jagade på dagen. Arten C. lunensis som levde i Europa tävlade med Acinonyx pardinensis (en stor släkting till geparden) om samma föda. Enligt uppskattningar jagade den till exempel en liten gasell (Gazella borbonica) eller en liten antilop (Procamptoceras brivatense). Den nordamerikanska C. ossifragus liknade främst C. lunensis men hade robustare klor och tänder. Det antas att den jagade större murmeldjur (Paenemarmota) och att den konkurrerade med den mera vanliga arten Borophagus diversidens som tillhör hunddjuren.